# Стагнация
Икономическа стагнация или икономически застой, накратко стагнация, е продължителен период на слаб икономически ръст (традиционно измерван по отношение на ръста на БВП), често придружен от висока безработица. Под слаб се има предвид значително по-слаб от потенциалния ръст, изчисляван в макроикономиката. Според други дефиниции ръст под 2-3% на година е знак за стагнация.
Терминът има негативни конотации, но той невинаги е показател или резултат от грешки на икономическите политики, например стагнацията може да има за причина демографски показатели.
Теориите за икономическата стагнация възникват по време на Голямата депресия и са асоциирани с ранната Кейнсианска икономика и икономистът Алвин Хансен, професор в Харвард.